# Гринбрајер (Вирџинија)
Гринбрајер (енгл. Greenbriar) насељено је место без административног статуса у америчкој савезној држави Вирџинија.

## Демографија
По попису из 2010. године број становника је 8.166.
| Група             | 2000.    | 2010.         |
| Белци             | 0 (0,0%) | 4.992 (61,1%) |
| Афроамериканци    | 0 (0,0%) | 440 (5,4%)    |
| Азијати           | 0 (0,0%) | 1.450 (17,8%) |
| Хиспаноамериканци | 0 (0,0%) | 1.043 (12,8%) |
| Укупно            | 0        | 8.166         |